# Domanovszky Endre (filozófus)
Domanovszky Endre (Tótkomlós, 1817. november 17. – Budapest, 1895. április 18.) magyar filozófus, filozófiai író, jogakadémiai tanár, a Magyar Tudományos Akadémia levelező tagja.

## Élete
Tanult szülőhelyén és 1830-tól Mezőberényben, ahol édesapja elszegényedése után a maga erejéből tartotta fenn magát. 1836-ban a logikai és fizikai osztályokat a selmeci evangélikus líceumban, a két évi teológiai tanfolyamot 1842-ben Pozsonyban végezte, majd a papjelölti vizsgát letette. Az 1842-43. tanévben Armbruszter fia mellett nevelősködött és egyúttal Pápán jogot tanult. 1843 októberében külföldi egyetemekre ment és Halléban három évig tanult, ahol Erdmann bölcseleti előadásait hallgatta. A jenai és berlini egyetemet is meglátogatta. 1846 augusztusában hazatért és Lónyay Gábor családjánál 1848 novemberig nevelő volt, azután Vladár Ervin nevelője volt Somban Bereg vármegyében. 1849 októberében gróf Zichy Edmundné (Odescalchi hercegnő) Jenő fiának nevelője lett. 1850 februárjától a szarvasi gimnázium tanára. 1852-ben a gimnázium 50 éves jubileuma alkalmával ő tartotta az emlékbeszédet. 1853-tól a soproni líceum felső osztályaiban a magyar nyelvet, történelmet és a filozófiai propaedeutikát, a teológiában pedig a bölcseletet tanította. Ezen kívül 20 évig a magyar ifjúság önképzőkörének is elnöke volt. 1876-ban a nagyszebeni jogakadémián a bölcselet rendes tanárának nevezték ki, melynek 1887 júniusában történt feloszlatása után nyugalomba helyezték és ezután a fővárosban élt. A Magyar Tudományos Akadémia 1871. május 17-én választotta levelező tagjai sorába.

## Művei
- A bölcsészet története (I–IV. Bp., 1870–1890) MEK; I., III., IV. kötet
- A bölcsészet szükségképeni tudomány (Bp., 1872)
- A logica fogalma (Bp., 1876)
- Dante mint politikai író (Bp., 1888)